# Horst Czerny
Horst Czerny (* 20. August 1926 in Ratibor, Oberschlesien; † 11. Oktober 1996 in Berlin-Lichtenberg) war ein deutscher Journalist und Schriftsteller.

## Leben
Horst Czerny wirkte in den 1950er Jahren als Redakteur für die Straubinger Ausgabe der SPD-Zeitung Regensburger Woche. Nachdem er mehrere Prozesse, die gegen die Zeitung angestrengt worden waren, verloren hatte, flüchtete Czerny in die DDR, wo er als Freischaffender Schriftsteller tätig war. Czerny veröffentlichte Romane und Jugendbücher sowie mehrere Sachbücher über die Geschichte der Polarforschung.

## Werke (Auswahl)
- In einem Betrieb notiert, Berlin-Treptow 1963
- Der Kommissar aus der Hölle, Halle (Saale) 1963
- 100 Frauen und ihre Probleme, Berlin-Treptow 1964
- Jeff Chandler oder Die Welt von morgen, Berlin 1965
- Jugend zwischen gestern und morgen, Berlin-Treptow 1965
- Partner, Berlin 1967
- Insel im Sturm, Berlin 1968
- Der Tote in der Arktis, Berlin 1983
- Reporter des Glanzes, Halle [u. a.] 1985
- Polstürmer, Berlin 1986
- Sturm auf den Südpol, Berlin 1987
- SOS aus dem Eis, Berlin 1989
- Der Satan läßt schön grüßen, Halle [u. a.] 1989
- Der rote Teppich, Straubing 1994

## Herausgeberschaft
- Ferienpost, Berlin-Treptow 1965 (herausgegeben zusammen mit Karlheinz Krull)
- Potpourri, Berlin-Treptow 1965 (herausgegeben zusammen mit Karlheinz Krull)
- Aquarell, Berlin-Treptow 1966 (herausgegeben zusammen mit Karlheinz Krull)
- Relief, Berlin 1966 (herausgegeben zusammen mit Karlheinz Krull)